# Bedrijfsmodel
Een bedrijfsmodel, ook wel zakenmodel genoemd, is een model dat gebruikt wordt om diverse bedrijfsaspecten in kaart te brengen en te beheren. Hierbij kan het gaan om operationele, organisatorische en financiële aspecten, maar ook om ideële zaken en imago. Hoewel de term stamt uit de jaren 50, werd deze pas in de jaren 90 algemeen gebruikt. In de vakliteratuur worden veel verschillende informele en formele definities van de term gehanteerd.

## Functies
De functie van het bedrijfsmodel is het beter in kaart brengen van de volgende vragen:
1. Value proposition, wat is het aanbod aan de klant; welk voordeel bieden we als bedrijf aan?
2. Market Segment, op welke doelgroep richt het bedrijf zich?
3. Value Chain, hoe is de waardeketen (volgens Michael Porter) van het bedrijf opgezet?
4. Cost structure, hoe ziet de kostenstructuur er uit, hoe gaan we verdienen met het aanbod?
5. Value network, hoe positioneert het bedrijf zich ten opzichte van leveranciers, afnemers, concurrenten?
6. Competition, hoe gaat het bedrijf concurreren?

## Variatie
Er bestaan verschillende typen bedrijfsmodellen. Het bestaat gewoonlijk uit de onderdelen Infrastructuur, Aanbod, Afnemers en Financiën.
Enkele voorbeelden van toegepaste bedrijfsmodellen zijn:
- Goedkope luchtvaartmaatschappij
- Multi-level marketing
- Veiling

Technisch identieke producten kunnen via een verschillend businessmodel in de markt gezet worden, hetgeen geheel verschillende resultaten met zich mee kan brengen. Een producent van zonnecellen kan deze proberen te verkopen aan particuliere afnemers, maar de producent kan ook kiezen voor het exploiteren van diezelfde zonnecellen en de warmte of stroom aan de particulier verkopen. In de laatste optie is het voordeel voor de particuliere afnemer dat hij/zij een lagere energienota heeft, kan bijdragen aan een beter milieu, en geen kopzorgen heeft over de financiering van het geheel en allerlei technische zaken. 
Een goed bedrijfsmodel is gebouwd rondom de waarde die voor de klant gecreëerd wordt en niet zozeer rond het fysieke product. Een klant is niet zozeer geïnteresseerd in een zonnecel, maar juist in de voordelen die het biedt.

## Verdienmodel
Het verdienmodel is onderdeel van het bedrijfsmodel en kent eveneens variatie. Voorbeeld: een leverancier van software kan per geleverd pakket afrekenen, afrekenen per gebruiksduur of juist het pakket gratis weggeven en de verdiensten zoeken in advies of reclame. Met een technisch identiek product zijn er dus vele mogelijkheden tot verdiensten. 
Ook bij nieuwswebsites woeden discussies over het verdienmodel: houdt men de algemene toegang gratis of betalend? Welke artikelen staan eventueel achter een "betaalmuur"? Welk is de inkomstenmix van abonnementen, betalen per artikel, advertenties, subsidies of participaties van derden? Een voorbeeld van een veranderend verdienmodel geeft de Michelingids: Deze was eerst gratis als contentmarketing voor de bandenfabriek, maar toen de gids zelf een sterk merk werd moesten consumenten ervoor betalen. Ook verdiende Michelin miljoenen met het maken van regiogidsen in opdracht. Anno 2024 bestaat de papieren gids niet meer en wordt er geld verdiend met commissie op reserveringsplatforms.

### Lied
In 2022 kwam het lied Verdien model uit. Dit heeft met het bedrijfskundige begrip niets te maken.

## Belang bedrijfsmodel
Een uitgekiend bedrijfsmodel is geen compensatie voor een slecht product, maar het is bewezen dat een "redelijk" product, voorzien van een goed bedrijfsmodel, een technisch superieur product uit de markt kan drukken. Zo won het VHS-videosysteem van JVC de strijd met de concurrenten Video 2000 (Philips/Grundig) en Betamax (Sony), en dat was beslist niet op technische gronden. Integendeel: VHS werd algemeen beschouwd als het minst geavanceerde systeem. VHS won het echter door acceptatie in Hollywood en daardoor de ruime beschikbaarheid van filmmateriaal.